# Делиль, Жак
Аббат Жак Делиль (фр. Jacques Delille; 22 июня 1738 — 2 мая 1813) — французский поэт и переводчик, представитель эстетики классицизма. Самое известное его произведение — поэма «Сады» (1782).

## Биография
Жак Делиль родился 22 июня 1738 года в городе Клермон-Ферран (Овернь). По матери его предком был канцлер Франции Мишель де л’Опиталь, известный государственный деятель XVI века. Жак был незаконнорождённым ребёнком; отцовство признал адвокат парламента Клермон-Феррана Антуан Монтанье.
Жак Делиль был учителем, потом профессором латинской поэзии в Коллеж де Франс. Дебютировал мелкими дидактическими стихотворениями, а в 1769 году издал свой капитальный труд — перевод «Георгик» Вергилия французскими стихами, вызвавший восторженные похвалы Вольтера и доставивший Делилю кресло во французской академии.
Перевод сделан в сухом и холодно-риторическом французском вкусе XVIII века и совершенно не передает строгую грацию оригинала. Шатобриан назвал этот слащавый и искусственно разукрашенный перевод «картиной Рафаэля, в совершенстве скопированной Миньяром». «Георгики» Делиля доставили ему блестящее положение в обществе и при дворе, сделали его любимцем Марии Антуанетты и графа д’Артуа, давшего ему аббатство с доходом в 30000 франков.
Революция заставила Делиля уехать в Англию, где он оставался до 1802 года. Вернувшись в Париж, он вновь занял место профессора и пользовался до самой смерти прежним престижем. Похороны его носили характер национального траура.

## Творчество
Из оригинальных поэм Делиля самые выдающиеся: «Сады» (1782), «Сельский житель, или Георгики французские» (1800), «Дифирамб на бессмертие души». В них ещё более, чем в переводах Делиля, сказываются его недостатки — аффектация стиля, отсутствие жизни, условность пастухов и землепашцев; но вместе с тем детали обнаруживают большое искусство версификации и не лишены поэтических достоинств.
Современники Делиля упрекали его за то, что в «Садах» английскому садоводству и английской природе отдаётся предпочтение перед французскими, и обвиняли автора в недостатке патриотизма. Кроме этих поэм, Делиль написал ещё «La pitié» (1803), «L’Imagination» (1806), «Trois règnes de la nature» — трактат о физике в стихах, «La Conversation», a также слабые переводы «Энеиды», «Потерянного Рая» Мильтона и «Опыта о человеке» Поупа.